# 하마노우라촌
하마노우라촌(浜ノ浦村)은 나가사키현 미나미마쓰우라군에 설치되었던 촌이다. 현재의 신카미고토정에 해당한다.